# Treehouse of Horror XXXIV
«Treehouse of Horror XXXIV» (укр. «Будиночок жахів на дереві XXXIV») — п'ята серія тридцять п'ятого сезону мультсеріалу «Сімпсони», прем'єра якої відбулась 5 листопада 2023 року у США на телеканалі «Fox».

## Сюжет

### Вступ
Чиясь рука на кладовищі протирає аркуш паперу каменем. В результаті проявляються черепи Сімпсонів, під яким напис «Treehouse of Horror XXXIV».

### «Wild Barts Can't Be Token» (укр.«Дикий Барт ніколи не є токеном»)
Мер Квімбі оголошує, що Спрінґфілдський художній музей закривається назавжди, а експонати оцифровують і перетворюють на NFT. Тим часом Гомер і Барт пробираються до музею, щоб перетворити картину з кораблем з вітальні Сімпсонів на невзаємозамінний токен. Однак, спершу Барт вирішує перетворити себе на NFT. В результаті апарат знищує тіло Барта, а його відправляють у блокчейн…
Удома Мардж також жахається втратою сина. Однак з'являються зіркові промоутери NFT: Кайлі Дженнер, Роб Гронковскі та Джиммі Феллон. Вони кажуть Мардж, що вона повинна сама ввійти у блокчейн, щоб повернути сина. Кайлі Дженнер дає Мардж флешку-ключ для можливості повернення до реальності.
Коли Мардж оцифровується, вона з'являється у в задньому вагоні блокчейн-поїзда, в якому перевозять інші нікчемні NFT. Їй кажуть, Барт як дорогий токен перебуває у «голові» поїзда. Після невдалої спроби відчинити міцно закриті двері Мардж падає на інший NFT, вбивши його. В результаті вартість Мардж зростає і вона опиняється у наступному вагоні поїзда. Там NFT-коти говорять їй, що якщо вона збільшить свою вартість, знищивши інші NFT, вона потрапить у передню частину поїзда. Мардж продовжує свій шлях до «голови», вбиваючи дорогою всіх невзаємозамінних токенів.
Мардж знаходить Барта, який насолоджується розкішним життям у поїзді, але мати намагається переконати сина піти з нею. Тим часом у реальності містер Бернс намагається переконати Гомера продати йому Барта як вартісний токен, щоб той не повертався до реальності як нікчемна людина. Гомер вагається, про що Ліса попереджає Мардж і Барта. Гомер натискає кнопку продажу якраз, коли Мардж і Барт втікають. Однак, Ліса розповідає, що Гомер так хотів грошей від технобульбашки, що продав власне життя як NFT… У блокчейн-поїзді Гомер починає насолоджуватися своїм новим життям у поїзді, але розкіш (і поїзд) зупиняється, бо NFT-лихоманка закінчилася, через що всі NFT знецінюються.

### «Ei8ht» (укр.«Вісім»)
7 жовтня 1993 року. Другий Номер Боб співає Бартові на човні, що прямує до Спрінґфілда. Однієї миті Боб розуміє, що Барт намагався відвернути його увагу. Коли зв'язана Ліса підіймається до вікна човна, вона бачить, як Боб жорстоко вбиває Барта мачете…
Тридцять років по тому Ліса є деканкою катедри кримінальної психології у Спрінґфілдському університеті. Нельсон Мюнц, офіцер поліції, звертається до Ліси по допомогу у справі, оскільки вбивця залишив повідомлення спеціально для неї: «Hi Lisa» (укр. «Привіт, Лісо»). Коли Ліса прибуває на місце події, вона виявляє, що Рода Фландерса жорстоко вбили, а на стіні кров'ю написано, що «Род — перший». Поліцейські повідомляють, що знайшли і ще одне тіло, і ще одне, і ще одне, і біля всіх є напис про те, що жертва є першою…
Ліса усвідомлює, що цю справу вона не може зрозуміти, тому звертається до єдиної такої ж настільки божевільної людини, — Другого Номера Боба. У в'язниці Ліса просить допомоги у Боба, але той відмовляється давати їй будь-які відповіді, і говорить загадками чи натякає на підказку в анаграмі його слів. Відвідини Боба лише роздратувало Лісу.
Коли на похороні Шеррі, Ліса і Нельсон дізнаються, що серед близнючок Шеррі народилася першою, Ліса розумію, що вбивця вбиває первістків. Вона також розуміє, що Боб справді залишив натяк із коментарем «анаграма». Вони з Нельсоном відправляються до моторошної покинутої бійні Ани Грем (англ. Ana Gram). Там Нельсона вбивають гачком для м'яса і підвішують тіло. Потім Ліса знаходить лігво вбивці, яке є копією її власної спальні. На записах відеокамер видно, що серійною вбивцею є… вона сама. Попри спантеличення Ліси її запроторюють до в'язниці.
У в'язниці охоронець повертає Другого Номера Боба до камери, де на нього чекає Ліса. Вона розповідає, що у неї дисоціативний розлад ідентичності, а «професор Ліса» була її спільницею, що нічого не підозрювала. Вона також розповідає, що охоронницею, яка допомогла доставити її до камери Боба є Меґґі. Тоді під пісню «He Is an Englishman», яку Боб співав Бартові, Ліса вбиває Боба…

### «Lout Break» (укр.«Епідемія незграб»)
Гомер намагається їсти пончики в машинній кімнаті Спрінґфілдської АЕС, але Смізерс наказує йому перестати. Гомер скаржиться на те, що країна стає «державою-нянькою», і було би добре, люди мали здоровий глузд, як у нього. Раптово один із пончиків, падає і котиться всієї станцією, збираючи сміття і радіоактивні відходи. Врешті решт, Гомер наздоганяє пончик і з'їдає його. Уночі пончик починає мутувати ДНК Гомера…
Наступного ранку Гомер йде за газетою Неда Фландерса. Зустрівшись Гомер відригує Недові в обличчя, від чого йому останньому стає зле. Пізніше у церкві, Нед стає гірше, і він набуває вигляду і манер свого сусіда. Потім Нед відригує на всю церкву і заражає інших парафіян.
Згодом вірус поширюється містом, від чого мешканці стають дурними та ледачими. Барт, Ліса та Меґґі не постраждали через те, що вони діти Гомера, тому їх бере професор Фрінк, щоб знайти їхнього батька та зупинити спалах. Вони знаходять справжнього Гомера, але той не хоче, щоб усе знову повернувся до нормального життя, оскільки тепер світ був для нього утопією. Потім професор Фрінк розповідає, що Мардж теж заразилася, однак Гомер вважає її ще красивішою, ніж раніше. Коли Фрінк збирається викликати ядерну зброю на Спрінґфілд, Гомер випадково розриває його захисний костюм почухавши спину. В результаті Фрінк також заражається. Після цього всі Гомери починають співати пісню «Just Like Paradise», у той час як показано, як у всьому світі Гомери змінили різні місця…

## Виробництво
Співвиконавчий продюсер серії Браян Келлі зізнався, що при розробці першого сегмента він не розумів, що таке блокчейн.
|  | [Співтворець «Сімпсонів»] Джеймс Брукс дуже хотів, щоб ми щось зробили з NFT. Один із наших сценаристів, Джефф Вестбрук, перш ніж стати сценаристом, був професором інформатики. Тому ми дуже сильно на нього спираємося. Він насправді написав цей сегмент. На щастя, він знав, про що говорив. Щоразу, коли я намагався щось змінити, я казав: «Джеффе, це нормально?» І він би це схвалив. Багато з цього є досить точним… Метт Селман придумав зв'язати із фільмом «Крізь сніг», щоб представити блокчейн як поїзд. Добре, ми знаємо, як розповісти цю історію. |

В рамках промоції епізоду телевізійним критикам надійшов лист-запрошення до перегляду від імені Другого Номера Боба.
Келлі також зізнався, що вперше режисерував Келсі Греммера в ролі Другого Номера Боба, але отримав від цього задоволення.
|  | Він неймовірно веселий. Він прийшов, і це дуже швидко, тому що він, по суті, ідеальний. Кожне читання [репліки] кумедне. Напевно, це зайняло всього 20 хвилин, тому що він просто такий хороший. Я хотів би мати більше нотаток і витягнути їх, але я не міг придумати жодних нотаток для нього. Він дивовижний. |

Жарт зі смішним нагробним написом Гомера у другому сегменті («Гомер Сімпсон. Вдавився тенісним м'ячиком») запропонував сценарист Сезар Мезаріегос.
За словами Келлі, у третьому сегменті було справжнім викликом для аніматорів намалювати Гомерські версії персонажів.
|  | Це був. Великий проєкт. Одна з перших речей, які ви робите після написання сценарію, це робота над дизайном. І дизайни багато разів поверталися туди-сюди з цими Гомерськими персонажами. У нас чудова команда дизайнерів… У нас навіть є Гомеризовані Канг і Кодос. Думаю, людям дуже сподобається вигляд цього сегмента. |

Із третього сегмента було вирізано сцени спроб змусити інфікованих Гомерів носити маски, щоб заблокувати відрижку, але потім вірус почав «виходити через зад», і Гомерам довелося носити маски на дупах (але безуспішно).

## Культурні відсилання та цікаві факти
- Перший сегмент містить відсилання до трилера «Крізь сніг» 2013 року[5].
- NFT-мавпа, яка робить Бартові масаж — алюзія на колекцію NFT «Bored Ape» (укр. «Знуджена мавпа»)[6].
- Назва другого сегмента є відсиланням до трилера «Se7en» (укр. «Сім») 1995 року[7]. Сюжет сегмента також частково натхненний трилером «Мовчання ягнят» 1991 року[8][9].
- На початку другого сегмента є альтернативна версія 2 серії 5 сезону «Cape Feare», де Другий Номер Боб нарешті успішно вбиває Барта[7].
  - Четвер, 7 жовтня 1993 року — оригінальна дата показу «Cape Feare»[10].
- У другому сегменті Ліса розповідає, що Род Фландерс став «непристойно лайливим коміком». У третьому сегменті є відсилання до цього — у церкві Род читає автобіографію коміка Керота Топа, який відомий самозневажливим гумором[11].
- Під час вбивства Барта Боб співає пісню «He Is an Englishman» (укр. «Він — англієць») з оперети «H.M.S. Pinafore» (укр. «Корабель її Величності „Пінафор“»)[7]. Наприкінці сегмента Ліса вмикає запис цієї пісні.
- Під час розкриття, що охоронницею є Меґґі грає зловісна версія музичної теми «Сімпсонів»[12].
- Третій сегмент епізода є пародією на фільм-катастрофу «Епідемія» (англ. «Outbreak») 1995 року[5].

## Ставлення критиків і глядачів
Під час прем'єри серію переглянули 4,64 млн осіб, з рейтингом 1.5, що зробило її найпопулярнішим шоу тієї ночі.
Реян Мішра з «TheReviewGeek» оцінив серію на півтори з п'яти зірок, сказавши:
|  | Суворо для фанатів Сімпсонів. Це серія, за якою багатьом буде важко стежити. Іншими словами, розповідь безладна і мало що пропонує в плані розваг. Минулий епізод вселив в нас надії, але цей епізод повернув нас до тих самих нудних Сімпсонів нової ери. |

Водночас, Даніель Курланд із сайту «Bubbleblabber» оцінив серію на 5,5/10, сказавши:
|  | Серія не є поверненням до форми, яке раптом зробить Хелловінські серії «Сімпсонів» обов'язковими для перегляду. Існують ще гірші способи відсвяткувати сезон відпусток, і ця подія є захоплюючою, цікавою аномалією, якщо нічого іншого. «Ei8ht» — це, безсумнівно, найсильніша та найдурніша з історій епізоду, яка допомагає підняти слабкий в іншому випадку початок, який навіть не схожий на особливу подію на Хелловін. У той час, коли жахи ніколи не були такими інноваційними та різноманітними, дуже неприємно спостерігати, як «Сімпсони» пасивно ставляться до жанру жахів. |

Згідно з голосуванням на сайті The NoHomers Club більшість фанатів оцінили серію на 4/5 із середньою оцінкою 3,25/5.